# Трибунат
Трибунат (фр. Tribunat) био је парламентарни дом Прве француске републике и Првог француског царства у периоду од 1799. до 1807. Други дом је био Законодавно тијело.

## Састав
Према Уставу из  године (1799) Трибунат се састојао од 100 чланова који су морали имати најмање 25 година. Сваке године се обнављала петина чланова. Чланови Трибуната су могли бити бирани неограничени број пута. Све чланове је бирао Сенат са националне изборне листе. Према уставном акту из X године (1802) Трибунат је смањен на 50 чланова.
Према Уставу из  године (1804) чланови Трибуната су имали десетогодишњи мандат. Сваких пет година се обнављала половина чланова. Предсједника Трибуната са двогодишњим мандатом је именовао император из реда три кандидата које би предложио Трибунат. На сличан начин су именована и два квестора. Трибунат је био подијељен у три секције: Секцију законодавства, Секцију унутрашњих послова и Секцију финансија.

## Дјелокруг
Трибунат је званично почео са радом 1. јануара 1800. упоредо са Законодавним тијелом. Основна функција Трибуната је била да претреса законске предлоге и доставља их Законодавном тијелу на усвајање. Право предлагања закона је имала влада преко Државног савјета. Трибунат је из своје средине слао три говорника (оратора) на сједницу Законодавног тијела који су тамо расправљали о предложеном закону са говорницима Државног савјета. Законодавно тијело је након расправе говорника могло само гласати о усвајању закона без могућности да се и само упушта у расправу. Сједнице су биле јавне. Трибунат је могао тражити од Сената да испита уставност усвојених закона прије него што би их прогласио први конзул.
Након успостављања Првог француског царства (1804) Трибунат је био подијељен у три секције. Законски предлози се нису више могли расправљати на општој сједници већ искључиво на сједницама секција. Свака секција је слала по два говорника на сједницу Законодавног тијела. Секције Трибуната су могле одржавати заједничке сједнице са секцијама Државног савјета.
Трибунат је званично укинут 19. августа 1807. године, а надлежности три секције Трибуната су прешле на три комисије Законодавног тијела. Комисије су имале по седам чланова које је бирало Законодавно тијело, а предсједнике комисија је именовао император. Комисије Законодавног тијела су усаглашавале законске предлоге са секцијама Државног савјета.